# Рахоуа
Рахоуа или RaHoWa (понякога RAHOWA) е музикална група от Канада, съществувала в периода 1990 – 1997 г. Името на групата е съкращение от RAcial HOly WAr (в превод: Расова свещена война). Групата е основана от Джордж Бърди, използвайки псевдонима Джордж Ерик Хоторн. През годините 1993 и 1995-а са издадени два студийни албума. През 2017 година се издава албум с произведения на групата на име – „Überfolk“.

## Състав
Основен състав
- Джордж Бърди – вокал, китара (1990 – 1997)
- Джон Летвис – китара, пиано, виолончело, клавиши, бас, вокал (1990 – 1997)
- Греъм Щолц – ритъм китара (до 1997 г.)
- Карл Александър – синтезатор (до 1997 г.)
- Джим Джонс – бас

По време на изпълнения на живо
- Майк Ночтем – барабани
- Ерик Волф – ритъм китара

## Дискография
Студийни албуми
- 1993 – „Declaration of War“[2]
- 1995 – „Cult of the Holy War“[2]
- 2017 – „Überfolk“[3]

Концертни албуми
- 2008 – Dreadful Legions March with Doom… (на живо)

Сингли
- 1993 – The Rain Will Come Again (White Pride World Wide Vol. 3)
- 1994 – Final Call (White Pride World Wide Vol. 3)
- 1994 – When The Boats Come In (Project Tribute – The Flame That Never Dies)

Видео
- 2004 – „The Last Show: London, Ontario, Canada“ (DVD)